# Cúp bóng đá U-23 châu Á
Cúp bóng đá U-23 châu Á (tiếng Anh: AFC U-23 Asian Cup) là giải đấu bóng đá quốc tế do Liên đoàn bóng đá châu Á (AFC) tổ chức hai năm một lần dành cho các đội tuyển quốc gia dưới 23 tuổi của châu Á.
Giải được tổ chức lần đầu tiên vào năm 2013 nhưng đã bị hoãn sang tháng 1 năm 2014 do trùng thời điểm diễn ra Cúp bóng đá Đông Á 2013. Vào những năm diễn ra Thế vận hội Mùa hè (các năm nhuận), giải đấu đồng thời đóng vai trò là vòng loại châu Á của Thế vận hội, trong đó ba đội tuyển có thành tích tốt nhất sẽ giành quyền tham dự nội dung bóng đá nam. Các giải đấu diễn ra vào những năm không tổ chức Thế vận hội không đóng vai trò là vòng loại môn bóng đá nam Thế vận hội.
Giải đấu từng có tên gọi là "Giải vô địch bóng đá U-22 châu Á" (AFC U-22 Championship) vào năm 2013, và "Giải vô địch bóng đá U-23 châu Á" (AFC U-23 Championship) kể từ năm 2016. Năm 2021, giải đấu được thay đổi tên thương hiệu thành "Cúp bóng đá U-23 châu Á" (AFC U-23 Asian Cup).
Vào tháng 7 năm 2023, AFC quy định các vòng chung kết Cúp bóng đá U-23 châu Á không phải là vòng loại Thế vận hội sẽ do nước chủ nhà của Cúp bóng đá châu Á được tổ chức ngay lần tiếp theo đăng cai. Tuy nhiên, vào ngày 24 tháng 5 năm 2024, AFC quyết định giải đấu sẽ được thay đổi chu kỳ tổ chức sang 4 năm một lần kể từ năm 2028, tương ứng với những năm diễn ra Thế vận hội; những giải đấu không phải vòng loại Thế vận hội sẽ không còn được tổ chức sau giải năm 2026.

## Thể thức thi đấu
Dưới đây là tổng quan về thể thức thi đấu năm 2016. Các giải lần sau hầu như đều dựa trên thể thức này:
- 16 đội thi đấu ở vòng chung kết, bao gồm cả chủ nhà (mặc định vượt qua vòng loại).
- Các đội được xếp hạt giống dựa trên kết quả của Giải vô địch bóng đá U-22 châu Á 2013.
- Giải được tổ chức trong 18 ngày.
- Ba hoặc bốn sân vận động tại ít nhất hai thành phố là đủ để tổ chức giải.

Ngoài ra, các cầu thủ tham gia vào giải đấu ở nhóm tuổi cao hơn (giải đấu này và/hoặc Cúp bóng đá U-20 châu Á) không đủ điều kiện để tham dự Cúp bóng đá U-17 châu Á (mặc dù trên thực tế điều này rất hiếm khi xảy ra).

## Kết quả
| 1 | 2013 | Oman        | · Iraq        | 1–0          | · Ả Rập Xê Út | · Jordan   | 0–0 (s.h.p.) (3–2 p) | · Hàn Quốc   |
| 2 | 2016 | Qatar       | · Nhật Bản    | 3–2          | · Hàn Quốc    | · Iraq     | 2–1 (s.h.p.)         | · Qatar      |
| 3 | 2018 | Trung Quốc  | · Uzbekistan  | 2–1 (s.h.p.) | · Việt Nam    | · Qatar    | 1–0                  | · Hàn Quốc   |
| 4 | 2020 | Thái Lan    | · Hàn Quốc    | 1–0 (s.h.p.) | · Ả Rập Xê Út | · Úc       | 1–0                  | · Uzbekistan |
| 5 | 2022 | Uzbekistan  | · Ả Rập Xê Út | 2–0          | · Uzbekistan  | · Nhật Bản | 3–0                  | · Úc         |
| 6 | 2024 | Qatar       | · Nhật Bản    | 1–0          | · Uzbekistan  | · Iraq     | 2–1 (s.h.p.)         | · Indonesia  |
| 7 | 2026 | Ả Rập Xê Út |               |              |               |            |                      |              |

## Các đội tuyển lọt vào bán kết
| Đội tuyển   | Vô địch        | Á quân          | Hạng ba        | Hạng tư        | Tổng số |
| ----------- | -------------- | --------------- | -------------- | -------------- | ------- |
| Nhật Bản    | 2 (2016, 2024) | –               | 1 (2022)       | –              | 3       |
| Uzbekistan  | 1 (2018)       | 2 (2022*, 2024) | –              | 1 (2020)       | 4       |
| Ả Rập Xê Út | 1 (2022)       | 2 (2013, 2020)  | –              | –              | 3       |
| Hàn Quốc    | 1 (2020)       | 1 (2016)        | –              | 2 (2013, 2018) | 4       |
| Iraq        | 1 (2013)       | –               | 2 (2016, 2024) | –              | 3       |
| Việt Nam    | –              | 1 (2018)        | –              | –              | 1       |
| Qatar       | –              | –               | 1 (2018)       | 1 (2016)*      | 2       |
| Úc          | –              | –               | 1 (2020)       | 1 (2022)       | 2       |
| Jordan      | –              | –               | 1 (2013)       | –              | 1       |
| Indonesia   | –              | –               | –              | 1 (2024)       | 1       |

(*) Chủ nhà

## Vô địch theo khu vực
| Liên đoàn khu vực | Vô địch                   | Tổng số |
| ----------------- | ------------------------- | ------- |
| EAFF (Đông Á)     | Nhật Bản (2) Hàn Quốc (1) | 3       |
| WAFF (Tây Á)      | Iraq (1) Ả Rập Xê Út (1)  | 2       |
| CAFF (Trung Á)    | Uzbekistan (1)            | 1       |
| AFF (Đông Nam Á)  | —                         | 0       |
| SAFF (Nam Á)      | —                         | 0       |

## Các đội tham dự
| Các đội tuyển     | · 2013 | · 2016 | · 2018 | · 2020 | · 2022 | · 2024 | · 2026 | Tổng số |
| ----------------- | ------ | ------ | ------ | ------ | ------ | ------ | ------ | ------- |
| Úc                | QF     | GS     | GS     | 3rd    | 4th    | GS     | TBD    | 6       |
| Bahrain           | •      | •      | •      | GS     | •      | •      | TBD    | 1       |
| Trung Quốc        | GS     | GS     | GS     | GS     | ×      | GS     | TBD    | 5       |
| Indonesia         | •      | •      | •      | •      | •      | 4th    | TBD    | 1       |
| Iran              | GS     | QF     | •      | GS     | GS     | •      | TBD    | 4       |
| Iraq              | 1st    | 3rd    | QF     | GS     | QF     | 3rd    | TBD    | 6       |
| Nhật Bản          | QF     | 1st    | QF     | GS     | 3rd    | 1st    | TBD    | 6       |
| Jordan            | 3rd    | QF     | GS     | QF     | GS     | GS     | TBD    | 6       |
| Kuwait            | GS     | •      | ×      | •      | GS     | GS     | TBD    | 3       |
| Malaysia          | •      | •      | QF     | •      | GS     | GS     | TBD    | 3       |
| Myanmar           | GS     | •      | •      | •      | •      | •      | TBD    | 1       |
| CHDCND Triều Tiên | GS     | QF     | GS     | GS     | ×      | ×      | TBD    | 4       |
| Oman              | GS     | •      | GS     | •      | •      | •      | TBD    | 2       |
| Palestine         | •      | •      | QF     | •      | •      | •      | TBD    | 1       |
| Qatar             | •      | 4th    | 3rd    | GS     | GS     | QF     | TBD    | 5       |
| Ả Rập Xê Út       | 2nd    | GS     | GS     | 2nd    | 1st    | QF     | q      | 6       |
| Hàn Quốc          | 4th    | 2nd    | 4th    | 1st    | QF     | QF     | TBD    | 6       |
| Syria             | QF     | GS     | GS     | QF     | •      | •      | TBD    | 4       |
| Tajikistan        | •      | •      | •      | •      | GS     | GS     | TBD    | 2       |
| Thái Lan          | •      | GS     | GS     | QF     | GS     | GS     | TBD    | 5       |
| Turkmenistan      | •      | ×      | •      | •      | QF     | •      | TBD    | 1       |
| UAE               | QF     | QF     | •      | QF     | GS     | GS     | TBD    | 5       |
| Uzbekistan        | GS     | GS     | 1st    | 4th    | 2nd    | 2nd    | TBD    | 6       |
| Việt Nam          | •      | GS     | 2nd    | GS     | QF     | QF     | TBD    | 5       |
| Yemen             | GS     | GS     | ×      | •      | •      | •      | TBD    | 2       |
| Số đội            | 16     | 16     | 16     | 16     | 16     | 16     | 16     |         |

Chú thích
| - 1st – Vô địch - 2nd – Á quân - 3rd – Hạng ba - 4th – Hạng tư | - TBD - Chưa xác định - QF – Tứ kết - GS – Vòng bảng - q – Vượt qua vòng loại - — Chủ nhà | - • – Không vượt qua vòng loại - × – Không tham dự - × – Rút lui trước vòng loại / Bị cấm |

## Lần đầu tham dự
Dưới đây là thống kê giải đấu đầu tiên mà các đội tuyển giành quyền tham dự một vòng chung kết Cúp bóng đá U-23 châu Á.
| Năm  | Đội tuyển |
| ---- | --- |
| 2013 | Oman, CHDCND Triều Tiên, Úc, Ả Rập Xê Út, Hàn Quốc, Nhật Bản, Uzbekistan, UAE, Trung Quốc, Syria, Iran, Jordan, Iraq, Yemen, Kuwait, Myanmar |
| 2016 | Qatar, Thái Lan, Việt Nam |
| 2018 | Palestine, Malaysia |
| 2020 | Bahrain |
| 2022 | Turkmenistan, Tajikistan |
| 2024 | Indonesia |
| 2026 | |

## Bảng xếp hạng tổng thể
Theo quy ước thống kê trong bóng đá, các trận đấu được giải quyết trong hiệp phụ được tính là thắng hoặc thua, còn các trận đấu được quyết định bằng loạt sút luân lưu được tính là hòa.
Tính đến Cúp bóng đá U-23 châu Á 2024
| Chú thích               |
| ----------------------- |
| Đội đã vô địch giải đấu |

| Hạng | Đội tuyển         | TD | Tr | T  | H  | B  | BT | BB | HS  | Đ  |
| ---- | ----------------- | -- | -- | -- | -- | -- | -- | -- | --- | -- |
| 1    | Hàn Quốc          | 6  | 32 | 21 | 6  | 5  | 52 | 28 | +24 | 69 |
| 2    | Nhật Bản          | 6  | 29 | 19 | 4  | 6  | 52 | 25 | +27 | 61 |
| 3    | Iraq              | 6  | 29 | 17 | 9  | 3  | 49 | 30 | +19 | 60 |
| 4    | Uzbekistan        | 6  | 30 | 17 | 4  | 9  | 56 | 24 | +32 | 55 |
| 5    | Ả Rập Xê Út       | 6  | 28 | 15 | 6  | 7  | 44 | 24 | +20 | 51 |
| 6    | Qatar             | 5  | 22 | 11 | 7  | 4  | 35 | 32 | +3  | 40 |
| 7    | Úc                | 6  | 25 | 10 | 6  | 9  | 21 | 24 | −3  | 36 |
| 8    | Jordan            | 6  | 23 | 6  | 10 | 7  | 24 | 23 | +1  | 28 |
| 9    | UAE               | 5  | 18 | 5  | 5  | 8  | 15 | 22 | −7  | 20 |
| 10   | Việt Nam          | 5  | 20 | 4  | 7  | 9  | 22 | 29 | −7  | 19 |
| 11   | Iran              | 4  | 13 | 4  | 4  | 5  | 18 | 19 | –1  | 16 |
| 12   | Syria             | 4  | 14 | 4  | 4  | 6  | 14 | 18 | −4  | 16 |
| 13   | CHDCND Triều Tiên | 4  | 13 | 3  | 4  | 6  | 15 | 19 | −4  | 13 |
| 14   | Thái Lan          | 5  | 16 | 3  | 4  | 9  | 18 | 27 | −9  | 13 |
| 15   | Indonesia         | 1  | 6  | 2  | 1  | 3  | 8  | 9  | −1  | 7  |
| 16   | Trung Quốc        | 5  | 15 | 2  | 0  | 13 | 12 | 25 | −13 | 6  |
| 17   | Palestine         | 1  | 4  | 1  | 1  | 2  | 8  | 6  | +2  | 4  |
| 18   | Turkmenistan      | 1  | 4  | 1  | 1  | 2  | 4  | 5  | −1  | 4  |
| 19   | Kuwait            | 3  | 9  | 1  | 1  | 7  | 5  | 19 | −14 | 4  |
| 20   | Malaysia          | 3  | 10 | 1  | 1  | 8  | 6  | 22 | −16 | 4  |
| 21   | Oman              | 2  | 6  | 1  | 0  | 5  | 4  | 8  | −4  | 3  |
| 22   | Tajikistan        | 2  | 6  | 1  | 0  | 5  | 5  | 18 | −13 | 3  |
| 23   | Bahrain           | 1  | 3  | 0  | 2  | 1  | 3  | 8  | −5  | 2  |
| 24   | Myanmar           | 1  | 3  | 0  | 0  | 3  | 1  | 13 | −12 | 0  |
| 25   | Yemen             | 2  | 6  | 0  | 0  | 6  | 2  | 15 | −13 | 0  |

## Các huấn luyện viên vô địch
| Năm  | Huấn luyện viên | Đội tuyển         |
| ---- | --------------- | ----------------- |
| 2013 | Iraq            | Hakeem Shaker     |
| 2016 | Nhật Bản        | Teguramori Makoto |
| 2018 | Uzbekistan      | Ravshan Khaydarov |
| 2020 | Hàn Quốc        | Kim Hak-bum       |
| 2022 | Ả Rập Xê Út     | Saad Al-Shehri    |
| 2024 | Nhật Bản        | Oiwa Go           |
| 2026 |                 |                   |